# العامرات
 شهرستان عامرات  (به عربی: ولایة العامرات) یکی از شهرستان‌های استان مسقط در کشور پادشاهی عمان است. در دوران گذشته نام این شهرستان (الفتح) بوده‌است، اما با مرور زمان و گذشت دوران به (عامرات) تبدیل گشته است.

## جمعیت
بر اساس سرشماری سال ۲۰۱۰ میلادی جمعیت شهرستان عامرات ۵۸٬۴۰۰ نفر بوده‌است.

## اقتصاد
پیشه مردم عامرات، بنائی، کشاورزی، دامداری، گلیم بافی، ومنسوجات نخیل، وصناعت جبص و ساروج (الصاروج) وصناعت حلوای عمانی (مسقطی) ونقره سازی وطلازی است. همچنین گروهی که در روستاهای کوهستانی این شهرستان زندگی می‌کنند از راه هیزم وتجارت زغال گذران زندگی می‌کنند. مردم این روستاها از نژاد عرب و از اهل سنت از شاخه مالکی هستند.

## آثار تاریخی
در شهرستان عامرات آثارهای متعددی از دوران گذشته وجود دارد که مشهورترین آنها: معدن الرصاص (بارود)، معدن اللاصف، جبل السقیف، جبل سفح الباب، زیستگاه حیات وحش «السرین»، همچنین ۶۱ قنات «فلج» در شهرستان وجود دارد که آب تمام آن‌ها شیرین است، و در حدود ۵۷ وادی (درواه) در اطراف شهرستان عامرات وجود دارد که در ایام باران طغیان می‌کند. در این دره‌ها آثار گوناگونی وجود دارد که در دل سنگ حفر شده‌است.